# The Strokes
The Strokes là một ban nhạc rock của Mỹ đến từ thành phố New York. Được thành lập vào năm 1998, ban nhạc bao gồm ca sĩ Julian Casablancas, tay guitar chính Nick Valensi, tay guitar nhịp Albert Hammond Jr., tay bass Nikolai Fraiture, và tay trống Fabrizio Moretti
Được đón nhân nhiều lời khen ngợi từ giới phê bình, tác phẩm đầu tay năm 2001 của Strokes, Is This It, đã giúp mở ra phong trào Post-punk revival của thế kỷ 21 và xếp thứ tám trong 100 Album ra mắt hay nhất mọi thời đại của Rolling Stone, vị trí thứ hai trên 100 Album hay nhất trong thập niên 2000 của Rolling Stone, 199 trên 500 Album hay nhất mọi thời đại của Rolling Stone và thứ bốn trong 500 album hàng đầu của NME  ở mọi thời đại.
Năm 2020, nhóm phát hành album đầu tiên sau 7 năm, The New Abnormal, được sản xuất bởi Rick Rubin và phát hành thông qua Cult và RCA. Album đã được đánh giá cao và được xem như sự trở lại phong độ của nhóm. Album đã chiến thắng hạng mục Album Rock hay nhất tại giải Grammy thứ 63.

## Lịch sử (1998)
Ca sĩ chính kiêm nhạc sĩ Julian Casablancas, tay guitar Nick Valensi và tay trống Fab Moretti bắt đầu chơi với nhau khi học trường Dwight ở Manhattan.Tay bass Nikolai Fraatiokết bạn với Casablancas trong khi hai người tham dự Lycée Français de New York. Năm 13 tuổi, Casablancas được gửi đến Le Rosey, một trường nội trú ở Thụy Sĩ, để cải thiện thành tích học tập của mình. Casablancas đã gặp tay guitar nhịp Albert Hammond, Jr ở Thụy Sĩ.Sau đó, khi Hammond đến New York để tham dự Trường Nghệ thuật Tisch của Đại học New York, anh đã chia sẻ một căn hộ với Casablancas.Các bạn cùng phòng đã bắt đầu một ban nhạc(gồm 5 thành viên hiện tại),The Strokes lần đầu tiên biểu diễn tại The Spiral, sau đó là tại Luna Lounge ở Lower East Side của New York, và sau đó tại Mercury Lounge nổi tiếng của Manhattan. Ryan Gentles, người viết của cuốn Mercury Lounge, đã bỏ công việc của mình để trở thành người quản lý của ban nhạc

### Is This It(2001–2002)

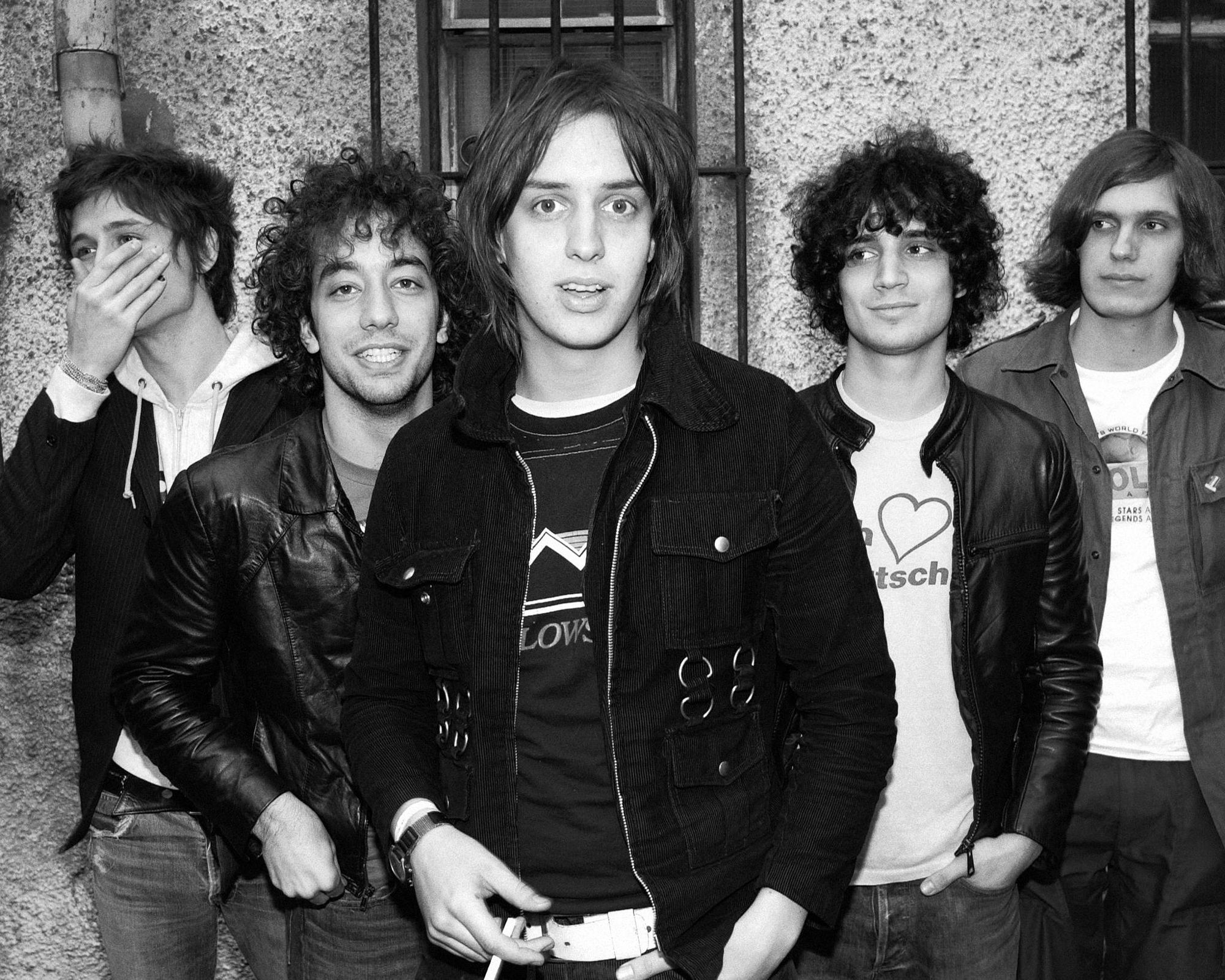
The Strokes năm 2002

The Strokes phát hành album đầu tay, Is This It, tại Mỹ vào tháng 10 2001. Album được sản xuất bởi Gordon Raphael, người cũng sản xuất album kế tiếp Room On Fire. RCA Records đã trì hoãn việc ra mắt tại thị trường Bắc Mỹ vì lý do bìa đĩa và ca từ. delayed the North American (US) release over concerns with the album's cover and lyrics. Bìa album trong phiên bản phát hành tại Anh mô tả một bàn tay đeo bao đang đặt lên mông của một người phụ nữ trần truồng trong khi phiên bản tại Bắc Mỹ đã được thay thế bằng hình ảnh các hạt va chạm trong Big European Bubble Chamber. RCA thay thế bài hát "New York City Cops" bằng "When It Started" vì lý do ca từ nhạy cảm sau vụ tân công 11 tháng 9. Is This It được giới phê bình đánh giá rất cao, 4 sao từ Rolling Stone và 9.1 điểm từ Pitchfork Media. Album được nhiều nhà phê bình liệt vào top 10, và được xem là album của năm bởi Entertainment Weekly và Time, và NME đã thúc giục độc giả đi xem show của the Strokes - bởi vì họ đang trình diễn thứ nhạc pop hay nhất. Trong khi giới phê bình nhận thấy Is This It chịu  ảnh hưởng từ phong cách của nhóm Television, Casablancas và các thành viên trong nhóm nói rằng họ chưa từng nghe đến nhóm đó, mà thay vào đó the Velvet Underground mới là nguồn cảm hứng.
Is This It có tầm ảnh hưởng sâu rộng lên fan hâm mộ và giới chuyên môn. Năm 2009, NME đánh giá Is This It là Album vĩ đại nhất của thập niên 2000. Album đứng thứ 2 ở danh sách tương tự của Rolling Stone.

## Album

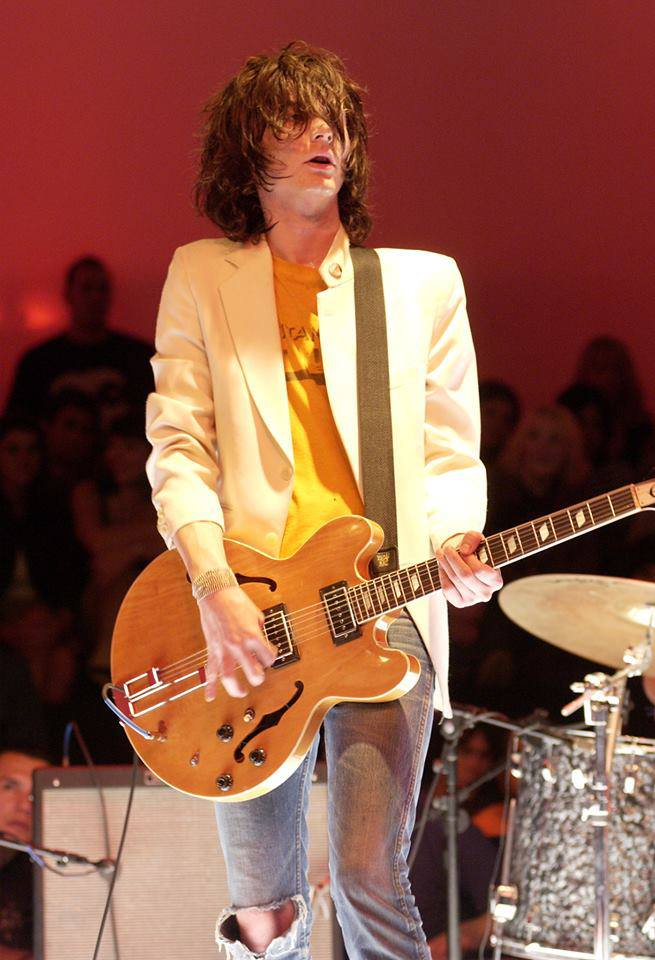
Valensi at MTV 2 Dollar Bill 2002

• Is this it (2001)
• Room on fire (2003)
• First impresssion of earth (2006)
• Angles (2011)
• Comedown machine (2013)
• The New Abnormal (2020)

## Đĩa mở rộng
- The Modern Age (2001)
- The Observer (2003)
- Future Present Past (2016)